# Тихтозеро
Ти́хтозеро (карел. Tihtjärvi) — деревня в составе Луусалмского сельского поселения Калевальского национального района Республики Карелия.

## Общие сведения
Расположена на северном берегу озера Пистаярви.
В деревне находится памятник истории — могила большевички Анны Пелконен (1898—1921), убитой белофиннами в 1921 году.

## Население
| 2002 | 2010 | 2013 |
| ---- | ---- | ---- |
| 0    | ↗1   | ↘0   |